# Dégaine
Dégaine è un singolo della cantante francese Aya Nakamura, pubblicato il 9 marzo 2022.
Il brano vede la collaborazione del rapper francese Damso.

## Classifiche

### Classifiche settimanali
| Classifica (2022) | Posizione massima |
| ----------------- | ----------------- |
| Belgio (Vallonia) | 15                |
| Francia           | 1                 |
| Svizzera          | 19                |

### Classifiche di fine anno
| Classifica (2022) | Posizione |
| ----------------- | --------- |
| Francia           | 22        |